# Actes d'Union (1800)
Pour les articles homonymes, voir Acte d'Union.

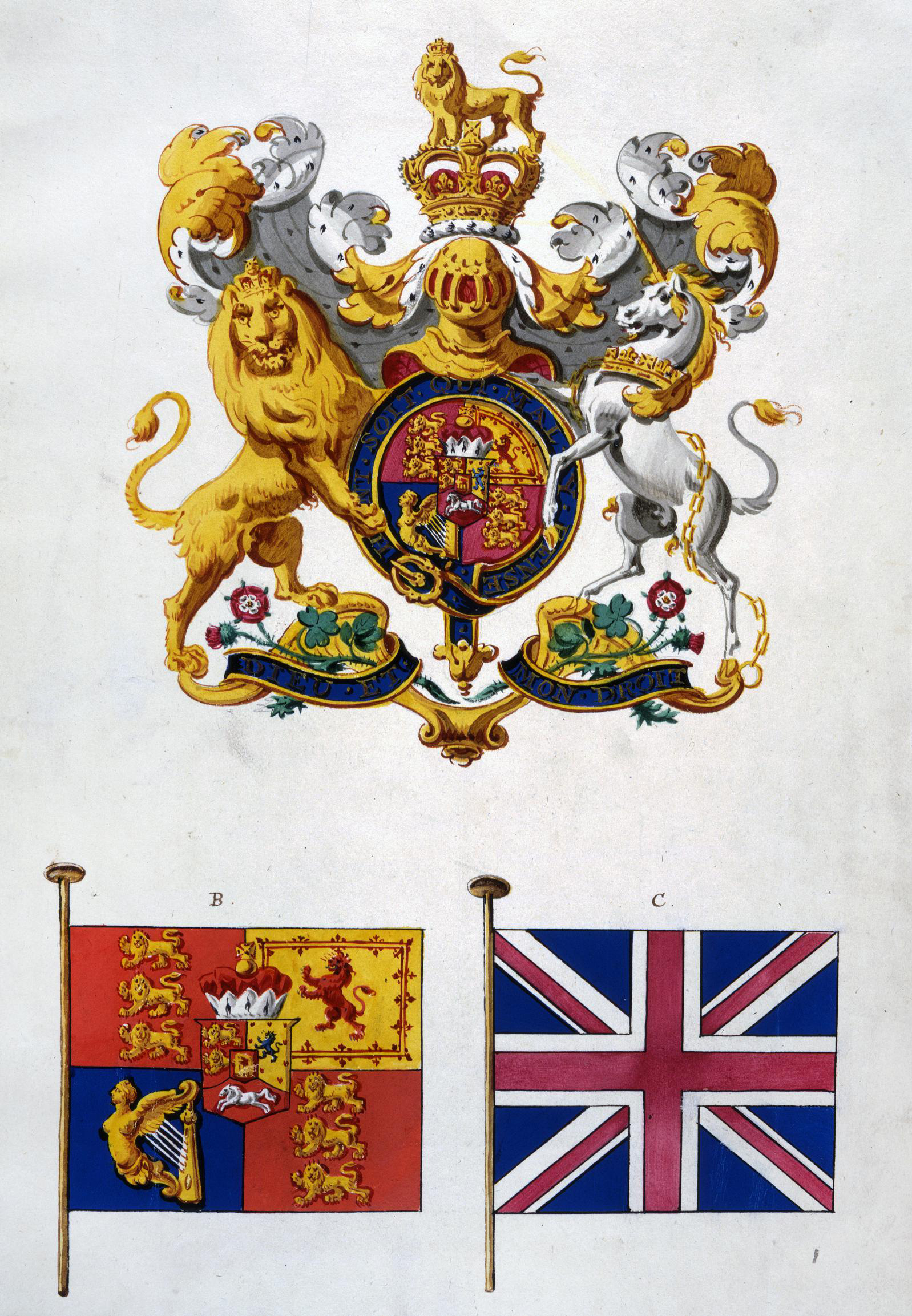
Les armoiries royales, l'étendard royal et le drapeau national du nouveau Royaume-Uni. (Approuvé le 5 novembre 1800).

Les actes d'Union de 1800, également appelé à tort l'acte d'Union de 1801, unit le Royaume-Uni de Grande-Bretagne (lui-même résultat d'une union des royaumes d'Angleterre et d'Écosse depuis les actes d'Union de 1707) et le royaume d'Irlande, liés depuis 1541 par une union personnelle. Il donne ainsi naissance au Royaume-Uni de Grande-Bretagne et d'Irlande. Bien que l'acte lui-même ait été voté le 2 juillet 1800, l'union devint effective seulement le 1er janvier 1801.
Avant cet « acte », l'Irlande est liée par une union personnelle à l'Angleterre depuis 1542, depuis que la minorité protestante dominant le Parlement d'Irlande a voté l'acte de la couronne d'Irlande, proclamant le roi Henri VIII d'Angleterre roi d'Irlande. L'Irlande et l'Angleterre étaient par ailleurs unies par une union personnelle à l'Écosse depuis l'Union des Couronnes en 1603.

## L'Acte

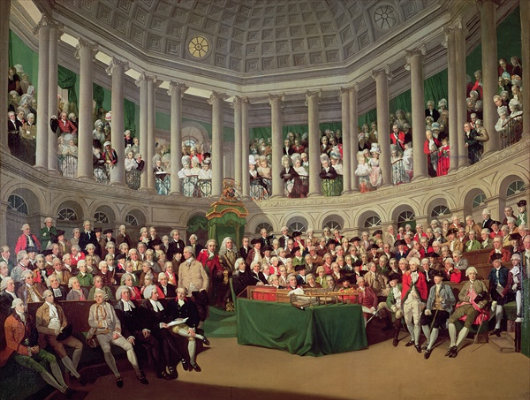
La Chambre des communes irlandaise en 1780 par Francis Wheatley.

L'Acte fut voté par le Parlement de Grande-Bretagne et le Parlement d'Irlande. Les lois de l'époque excluaient tous les non-anglicans de la représentation, soit plus de 80 % de la population irlandaise, majoritairement catholique. Les catholiques s'étaient vu refuser le droit de vote avant les années 1790, et ils ne purent envoyer de députés au Parlement avant l'Émancipation catholique de 1829. Le Parlement d'Irlande représentant l'institution centrale de ce qu'on appelait depuis les années 1780 la « domination protestante ». Il était également responsable d'une série de lois discriminatoires anti-catholiques connues sous le nom de « lois pénales ». La Constitution de 1782 lui avait accordé une grande liberté d'action, après des siècles de subordination au Parlement d'Angleterre puis de Grande-Bretagne.  Ainsi, nombre de députés avaient gardé jalousement leur autonomie, notamment Henry Grattan, et avaient rejeté une première motion en faveur de l'Union en 1799. Cependant, une campagne menée de manière concertée par le gouvernement britannique, l'incertitude qui avait suivi la révolte irlandaise de 1798 et le fait que les parlements irlandais et britanniques, lors l'instauration d'une régence pendant la folie du roi George III, aient octroyé au Prince Régent (plus tard George IV) des pouvoirs différents, décidèrent la Grande-Bretagne à unir les deux royaumes et leurs parlements.
L'Acte fut finalement voté par le Parlement irlandais avec une majorité substantielle, grâce, en particulier, à la corruption des députés, notamment l'attribution de pairies et d'honneurs. Alors que la première tentative avait obtenu 104 votes favorables (et 109 contre) à la Chambre des communes irlandaises, le vote de 1800 vota l'Acte par 158 voix contre 115.
L'Acte compte huit articles :
- Les articles I à IV traitaient les aspects politiques de l'Union, qui accordait plus de cent députés à l'Irlande au Parlement du Royaume-Uni, au palais de Westminster (plus que la part réelle de la population dans le royaume unifié). L'Irlande obtient 100 sièges à la Chambre des communes et 32 sièges à la Chambre des lords : 28 pairs représentants élus à vie et quatre membres du clergé (anglican) de l'Église d'Irlande, choisis à chaque session.
- L'article V créait une Église protestante unie d'Angleterre et d'Irlande.
- L'article VI créait une union douanière, supprimant ainsi plusieurs taxes britanniques, mais maintenant les taxes irlandaises sur les importations.
- L'article VII déclarait que l'Irlande devait contribuer aux deux dix-septièmes des dépenses du Royaume-Uni. Cela correspondait à la part de l'Irlande dans le commerce extérieur britannique.
- L'article VIII déterminait formellement les aspects légaux et juridiques de l'Union.

Une part de l'attraction de l'Union, pour de nombreux catholiques irlandais, venait de la promesse d'une émancipation des catholiques, qui permettrait de fait l'élection de députés catholiques (qui n'avaient pas le droit de siéger au Parlement irlandais). Cependant, le roi George III, considérant que l'émancipation des catholiques créerait une brèche dans le serment à la couronne, rejeta cette promesse ; elle fut retardée jusqu'en 1829.

## Le drapeau de l'Union

L'Union Jack.

Le drapeau a été créé à la suite de l'unification des royaumes d'Angleterre, d'Écosse et d'Irlande en « Royaume-Uni de Grande-Bretagne et d'Irlande », laquelle est survenue en 1801. Actuellement encore en vigueur au Royaume-Uni, le « drapeau de l'Union » (en anglais : Union Flag ou Union Jack) mêle le drapeau de l'Angleterre (croix de saint Georges) et celui de l'Écosse (croix de saint André) avec la croix de saint Patrick, qui est un des drapeaux de l'Irlande. Cependant, le pays de Galles n'est pas représenté sur ce drapeau, cette principauté étant considérée comme une composante du royaume d'Angleterre depuis Henri VIII.

## Sources
- Alan J. Ward, The Irish Constitutional Tradition: Responsible Government and Modern Ireland 1782-1992, Irish Academic Press, 1994